# Jean Lessenich

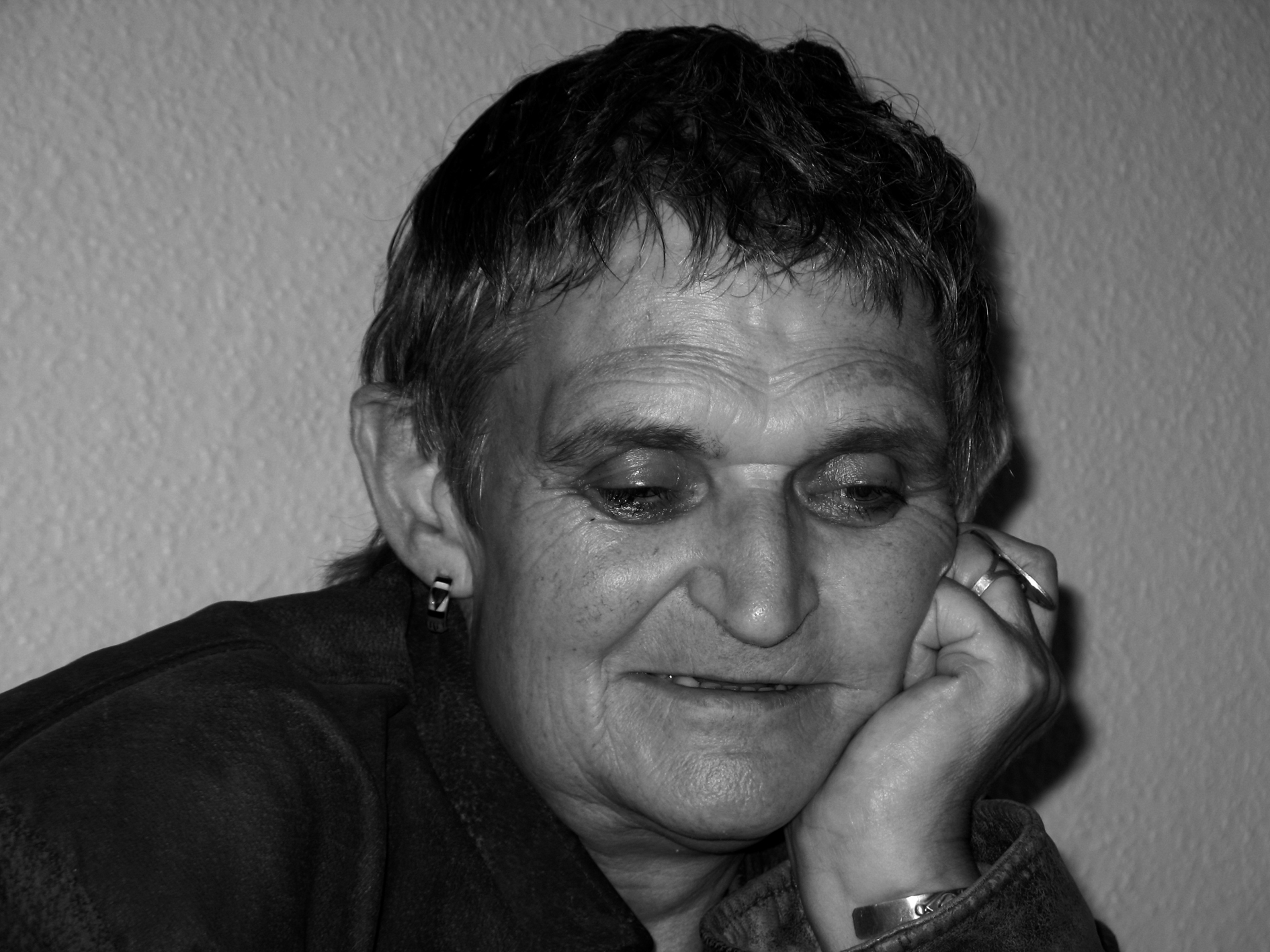
Jean Lessenich (2011)

Jean Lessenich (auch Jeanne Lessenich, * 29. September 1942 in Remagen; † 9. Mai 2017) war eine deutsche Illustratorin und Autorin.

## Leben und Werk
Nach einer Ausbildung zur grafischen Zeichnerin studierte Lessenich von 1959 bis 1962 Malerei und Grafik bei Otto Gerster, Anton Wolff und Walter Gleinig an den Kölner Werkschulen. Zunächst war sie als Layouterin tätig, dann als Art Director in verschiedenen Werbeagenturen, darunter GGK (Düsseldorf) und J. Walter Thompson (Frankfurt). Sie lebte und arbeitete in Waldorf bei Bad Breisig.
Als Illustratorin veröffentlichte sie im Playboy, im Spiegel, in der Bunten, im Zeit-Magazin und im Magazin der FAZ. Studienreisen mit mehreren längeren Auslandsaufenthalten führten sie insbesondere in die Vereinigten Staaten und nach Japan. Ab 2003 nahm sie regelmäßig an Ausstellungen teil.
Zu den von ihr verfassten Büchern gehört ihre Autobiografie Die transzendierte Frau.
Im Februar 2016 hielt sie einen Vortrag auf der internationalen Konferenz Transsexualität. Eine gesellschaftliche Herausforderung im Gespräch zwischen Theologie und Neurowissenschaften an der Goethe-Universität Frankfurt a. M.

## Buchveröffentlichungen
- Nun bin ich die niemals müde junge Hirschfrau oder der Ajilie-Mann. Edition Suhrkamp 1988
- Mit den Zähnen am Zweig. Selbstverlag 2004.
- Die transzendierte Frau. Eine Autobiografie. Gießen 2012, Psychosozial-Verlag

## Film
- 2011: I Am a Women Now (Dokumentarfilm von Michiel van Erp)